# Литл-Бьютт-Крик
Литл-Бьютт-Крик (англ. Little Butte Creek) — ручей длиной 27 км, приток реки Рог в американском штате Орегон.

## Описание
Водосборный бассейн ручья находится в округе Джэксон (приблизительно 917 км²) и в округе Кламат (49 км²). Два истока, Северный и Южный, берут начало высоко в Каскадных горах, недалеко от горы Маклафлин и горы Браун. Оба рукава текут в основном на запад, пока не встречаются около озера Крик. Затем ручей направляется на запад, протекая через населённые пункты Браунсборо, Игл-Пойнт и Уайт-Сити, прежде чем впасть в реку Рог примерно через 3 мили (5 км) к юго-западу от Игл-Пойнт.
Водосборный бассейн Литл-Бьютт-Крик изначально был заселён племенами коренных американцев такелма и, возможно, шаста. В ходе войн на реке Рог в 1850-х годах большинство коренных американцев были либо убиты, либо согнаны в индейские резервации. Первые поселенцы назвали Литл-Бьютт-Крик и близлежащий Биг-Бьютт-Крик в честь их близости к горе Маклафлин, которая была известна как Сноуи-Бьютт. В конце XIX века водосборный бассейн в основном использовался для сельского хозяйства и производства древесины. Город Игл-Пойнт был инкорпорирован в 1911 году и до сих пор остаётся единственным зарегистрированным городом в пределах бассейна.
Большие объемы воды забираются из ручья Литл-Бьютт-Крик для орошения, хранения воды и выработки электроэнергии. Системы каналов доставляют воду в близлежащее озеро Ховард-Прери, бассейн реки Кламат, озеро Агат и долину Рог.
Несмотря на умеренную загрязненность, ручей является одним из лучших притоков реки Рог по производству лосося. Кижуч и чавыча ежегодно мигрируют вверх по течению, однако их продвижению препятствуют многочисленные плотины. Рыбопропускной канал был построен в 2005 году, чтобы помочь рыбам проплыть мимо плотины, построенной в Игл-Пойнт в 1880-х годах, но был разрушен наводнением всего через три месяца. Он был восстановлен в 2008 году. Восстановление 2,1 км искусственно выпрямленного участка ручья в заповеднике Денман было завершено в 2011 году.